# Victoria 2
Victoria 2 (Victoria II selon la graphie de la jaquette) est un jeu vidéo de grande stratégie historique développé par la société suédoise Paradox Development Studio et édité par Paradox Interactive annoncé le 19 août 2009 et sorti le 13 août 2010 sur Windows et le 17 septembre 2010 sur Mac. Il est la suite de Victoria: An Empire Under the Sun, sorti en 2003.
Il propose au joueur de prendre la tête de plus de 200 États durant l'ère victorienne et de gérer la politique, l'économie, la diplomatie, la technologie et l'armée de l'un d'entre eux sur une période d'un siècle allant de l'année 1836 jusqu'aux préambules de la Seconde Guerre mondiale (1936). Contrairement aux autres jeux de grande stratégie de Paradox Interactive, du fait du contexte particulier de cette période, la politique interne devient un élément central du système de jeu et la diplomatie bénéfice d'une approche beaucoup plus avancée, notamment avec l'introduction d'un système de grandes puissances. Le jeu dispose également d'un mode multijoueur jouable simultanément par 32 joueurs.
Il a été favorablement accueilli par la critique, obtenant une moyenne de 75 à 78 pour cent sur les principaux compilateurs de critiques,,. L'évolution graphique, la simplification de l'interface de jeu et de la gestion ainsi que l'ajout d'un tutoriel pour simplifier l'approche des néophytes ont été salués, cependant, la traduction française « très médiocre donnant lieu à des bugs d'affichage » ou encore des bugs et incohérences (notamment au niveau des rébellions) ont été notés.
Le 21 mai 2021, Paradox Interactive annonce une suite à Victoria 2 lors de sa convention annuelle PDXCON Remixed, sous le nom de Victoria 3.

## Système de jeu
Le joueur a le choix entre 200 nations dans le monde qu'il peut diriger de 1836 à 1936. Il a à sa disposition un certain nombre d'options pour gérer l'activité interne de la nation choisie. Contrairement à d'autres jeux, la plupart des évènements historiques présents dans le jeu ne sont pas prévus pour se produire à une date spécifique, au lieu de cela, un système demandant que certaines conditions soient réunies pour que tel évènement se produise a été implémenté.
L'écran principal est une carte du monde en trois dimensions vue de dessus, le joueur peut, via cet écran, voir les informations d'une province ou déplacer ses unités militaires par exemple. Plusieurs filtres sont disponibles, permettant au joueur de pouvoir analyser, par exemple, la topographie d'un terrain, l'économie d'une province, ou, tout simplement, les frontières entre les différents États. Les seules provinces étrangères dont l'activité est observable, en-dehors de celles de vos alliés, sont celles possédant une frontière commune avec votre territoire ou celui de vos alliés, dans le cas contraire, celles-ci seront recouvertes par le brouillard de guerre. La gestion de la production, du budget, de la technologie, de la politique, de la population, de la diplomatie et de l'armée se fait via des fenêtres situées sur le haut de l'interface. L'action se déroule en temps réel, le joueur peut cependant accélérer, ralentir ou mettre en pause l'écoulement du temps.

### Politique intérieure
La population de chaque nation est répartie par culture, religion et métier. Chaque habitant possède un métier parmi : fermier, esclave, laboureur, ouvrier, employé, capitaliste, membre du clergé, aristocrate, officier, soldat, artisan et bureaucrate (ces deux derniers étant exclusifs à cet opus). Le passage de la population d'un métier à un autre est entièrement automatisé (ce qui n'était pas le cas dans le premier jeu), se basant sur la richesse, l'éducation et la conscience nationale. Le joueur peut cependant inciter la population d'une région à prendre une profession spécifique via les « causes nationales » (afin d'en améliorer l'éducation ou l'administration (via le clergé ou les bureaucrates) plus rapidement par exemple).
Il y a, en tout, huit régimes politiques possibles répartis en trois catégories: les gouvernements autoritaires (dictature prolétaire, bourgeoise, présidentielle ou fasciste, ainsi que la monarchie absolue), les monarchies constitutionnelles (constitutionnalisme prussien ou gouvernement de Sa Majesté) et la démocratie. Le régime politique d'un pays peut changer à la suite de certaines réformes politiques ou à la suite d'une révolution. Chaque catégorie de population possède ses propres idées politiques, qui peuvent ne pas s'accorder avec celles du pouvoir en place. Si le niveau de militantisme et de conscience nationale (influencés par le chômage, le taux d'imposition, la disponibilité des ressources ainsi que par certains évènements aléatoires) est trop élevé, certains opposants peuvent déclencher une révolte armée.
Le jeu possède en tout 150 technologies différentes réparties en cinq catégories (armée, marine, commerce, culture et industrie) elles-mêmes subdivisées en cinq autres sous-catégories. Elles offrent diverses améliorations et permettent de découvrir de nouvelles inventions offrant des bonus supplémentaires dans divers domaines. La découverte d'une technologie requiert un certain nombre de points de recherche qui s'obtiennent sur la base de plusieurs facteurs tels que l’alphabétisation, le pourcentage de membres du clergé et de cadres dans la population, le rang de la nation ainsi que son niveau de pluralisme. Certaines technologies améliorent également le nombre de points de recherche produits.

### Économie
Chaque province possède une ressource, extraite par des ouvriers, des paysans et des laboureurs pour le compte d'une société (EAM (ressource gathering operation ou RGO en anglais)) gérée par les aristocrates locaux. Certaines matières premières, telles que le blé, sont consommées par la population tandis que d'autres, telles que le fer, sont utilisées par l'industrie. Seuls les pays civilisés peuvent construire des usines, de plus, en fonction de la politique économique de l'État, seules certaines personnes peuvent en construire (par exemple, avec le capitalisme d'État, le joueur peut construire des usines et les subventionner, ce qui n'est pas possible avec le laissez-faire, où les capitalistes nationaux gèrent la totalité de l'industrie). Le jeu possède un marché mondial, où les échanges entre pays peuvent être gérés. Le prix des ressources évolue en fonction de l'offre et la demande.
Le budget est alimenté par les impôts de la population. Il est possible de définir un taux d'imposition distinct pour trois types de classes sociales : riche (capitalistes et aristocrates), moyenne (bureaucrates, membres du clergé, officiers, artisans et employés) et pauvre (paysans, ouvriers, laboureurs, esclave et soldats). L'efficacité de l'imposition dépend du niveau technologique de la nation dans le domaine administratif et commercial ainsi que de l'efficacité de l'administration. L'exportation de métaux précieux est également une bonne source de revenus. L'argent de l'État est utilisé pour financer l'éducation (symbolisée par le clergé), l'administration (symbolisée par les bureaucrates), les dépenses sociales (pensions de retraite et de chômage), la défense du pays (l'armée) et les stocks nationaux (ressources stratégiques pour l’armée de terre et la marine ainsi que l'approvisionnement des territoires d'outre-mer).
Selon la politique économique adoptée, il est possible ou non de subventionner des usines mal en point, de les agrandir ou d'en construire de nouvelles. Dans chaque province, il est possible de construire un fort, pour en améliorer la défense en cas de siège, une base navale (si celle-ci possède un accès à la mer), afin de réparer les navires endommagés plus rapidement et coloniser plus facilement ainsi que des chemins de fer afin de rendre la traversée de la province plus rapides ainsi qu'améliorer l'acheminement des ressources nécessaires à l'industrie de la région. Ces trois structures possèdent chacune six niveaux d'amélioration se débloquant après certaines avancées technologiques. Cependant, certains niveaux d'améliorations sont inaccessibles pour les chemins de fer situés en montagne par exemple.

### Politique étrangère
Chaque pays du jeu est classé par rang (déterminé par son prestige, son industrie, sa force militaire ainsi que son état de modernisation). Les huit pays les mieux notés sont considérés comme étant des grandes puissances et, jusqu'au seizième rang, comme étant des puissances secondaires.
Chaque grande puissance dispose d'une sphère d'influence dans laquelle elle peut intégrer n'importe quel pays ayant au maximum le rang de puissance secondaire. Chaque pays faisant partie de la sphère d'influence d'une grande puissance répond positivement de manière automatique à toutes ses initiatives diplomatique et alignera son marché intérieur afin d'avantager celle-ci. Pour influencer un pays, les grandes puissances dépensent des points d'influence dans celui-ci afin d'améliorer leurs relations mutuelles. Ces points peuvent également être utilisés pour empêcher une autre grande puissance d'intégrer une nation dans sa sphère (en expulsant ses ambassadeurs ou en la discréditant par exemple),.
Seules les grandes puissances et les puissances secondaires peuvent coloniser de nouvelles terres. Celles-ci sont principalement présentes en Afrique, en Asie, en Océanie et en Amérique du Nord. Pour coloniser une région, un pays doit placer sur celle-ci une cause nationale de colonisation (dans l'extension Heart of Darkness, le système de colonisation a été revu: il faut dépenser des points coloniaux que l'on gagne grâce aux technologies, au nombre de bases navales et navires que l'on possède). Un pays ne peut coloniser qu'un territoire bordant ses frontières ou situé à la portée d'une de ses bases navales (celles des alliés ne comptent pas). Le processus de colonisation peut prendre plusieurs années (ce délai pouvant être réduit en plaçant une unité militaire dans la région à coloniser) après quoi elle devient une colonie nationale.
Chaque nation, à l'exception des dominions ou des satellites, peut mener des négociations diplomatiques avec un autre pays. Chaque action diplomatique coûte des points de diplomatie (sauf dans le cas des appels aux armes qui ne coûtent rien). Les actions diplomatiques possibles sont : améliorer ou détériorer les relations, proposer ou dissoudre une alliance militaire, demander ou proposer un droit de passage des armées et subventionner une nation si celle-ci est en guerre.

### Armée et guerres
La guerre peut être déclarée n'importe quand, avec ou sans casus belli, mais une guerre injustifiée sera condamnée par la communauté internationale et augmentera l'infamie du pays attaquant. Si cette infamie dépasse un certain seuil, chaque nation du monde recevra un casus belli spécial pour « contenir » la nation infâme. Lors d'une déclaration de guerre, l'attaquant choisit un objectif (prendre un état ou réduire la sphère d'influence, par exemple). Des casus belli apparaissent de manière aléatoire (ou peuvent être fabriqués avec l’extension A House Divided) suivant parfois les réalités historiques (deux nations rivales auront plus de chances d'obtenir un casus belli pour attaquer l’autre) ou à la suite d'un évènement (un accrochage à une frontière ou une insulte diplomatique par exemple).
Chaque nation du jeu peut construire une armée et une flotte. Il y a onze types d'unité terrestre : irrégulier, infanterie, cavalerie, canons, sapeur, garde, dragon, cuirassier, hussard, blindé et avion ainsi que neuf types d'unité maritime : transport à voile, frégate, man'o'war, transport à vapeur, navire marchand militarisé, cuirassé, monitor, croiseur et dreadnought. Certains se débloquant après certaines avancées technologiques ou inventions dans le domaine militaire. Chaque type d'unité possède trois caractéristiques différentes : vitesse, attaque et défense. Une unité terrestre se compose de 3 000 de soldats (contre 10 000 dans le premier jeu) et une unité maritime se compose d'un seul navire. Plusieurs unités terrestres ou maritimes peuvent être rassemblés afin de n'en former qu'une seule (elles peuvent toujours être séparées par la suite). La formation d'une unité demande des ressources matérielles (armes, vêtements, vivres) et humaines (soldats de la province). L'armée est soutenue par les dépenses allouées à la défense. Ces dépenses augmentent significativement en temps de guerre.
Il est possible de placer un général ou un amiral respectivement à la tête d'une armée terrestre ou d'une flotte maritime. Ceux-ci se recrutent en dépensant des points de commandement s'accumulant en plus ou moins grande quantité en fonction de la population en officiers de la nation. Chaque général et amiral possède des caractéristiques qui lui sont propres et qui influent sur celles de l'armée commandée (un général peut accélérer la vitesse de manœuvre d'une armée mais celle-ci pourra être moins performante en contrepartie, par exemple). Les caractéristiques et l'efficacité d'une armée peuvent également être influencées par certaines avancées technologiques.
Les batailles sont gérées par un algorithme prenant en compte plusieurs facteurs (tels que la qualité et la quantité des deux armées, le terrain sur lequel se déroule la bataille, les caractéristiques des généraux des deux camps, le niveau de fortifications et un lancer de dé aléatoire donnant d'office un avantage plus ou moins décisif à une des deux armées) afin d'en déterminer le vainqueur. Si une armée ou une flotte est défaite, celle-ci battra en retraite vers la province sécurisée la plus proche. Une unité ayant subi des pertes peut recevoir des renforts en provenance de la province à laquelle elle est rattachée si cette dernière possède une population en soldats assez élevée.
L'état d'une guerre est déterminé par un score qui augmente ou diminue en fonction des victoires, des défaites, des occupations et des blocus maritimes. Si le score est positif pour un parti, celui-ci pourra ajouter un objectif supplémentaire (prendre un autre état ou faire de la nation visée un satellite par exemple). Sur la base de ce score et de l'épuisement de guerre (qui augmente au fil des défaites et occupations de territoires stratégiques) des deux nations, un traité de paix peut être signé entre les deux belligérants résumant les concessions faites par la nation perdantes ou le statu quo en cas de paix blanche.

## Développement
Victoria 2 est annoncé le 19 août 2009 en marge de la Gamescom de Cologne, où Johan Andersson décrit les principales modifications par rapport au premier opus et dévoile la première capture d'écran du jeu sur laquelle une carte de l'Europe ainsi que des éléments de l'interface sont visibles. Il y annonce également la possibilité d'exporter les sauvegardes de Victoria 2 vers Hearts of Iron 3 (sa suite théorique au niveau temporel), mais cette fonctionnalité est par la suite abandonnée en raison de difficultés dans la synchronisation entre les deux jeux.
Le jeu est développé sous le Clausewitz Engine d'Europa Universalis 3 et de Hearts of Iron 3. Les développeurs prévoyaient à la base de simplement reprendre la carte utilisée dans Hearts of Iron 3 en y apportant quelques petites modifications au niveau des provinces, mais cette idée a été abandonnée et une toute nouvelle carte, basée en partie sur celle du premier opus, a été créé à la place.
La décision de plancher sur une suite au premier Victoria a été prise par Paradox Interactive à la demande de la communauté des forums ainsi que de celle des employés.
Tandis qu'une partie de ces employés indiquent croire au succès futur du jeu, notamment du fait de l'engouement de la communauté des joueurs, le dirigeant de la compagnie, Fredrik Wester, avoue quant à lui publiquement ne pas croire que le projet sera rentable, prenant comme exemple l'échec commercial du premier opus et indiquant qu'au moins 70 000 exemplaires de cette suite doivent être vendus pour rentabiliser l'investissement consenti. Il promet ainsi de se raser le crâne si des profits venaient à être réalisés grâce au jeu, chose qui arrive pourtant dès le 17 juin 2010 alors que le jeu est encore en phase de précommande. Il tient alors sa promesse et poste la photo sur Twitter.
Durant le développement, entre novembre 2009 et juin 2010, les développeurs publient 31 journaux de développement (dont 2 journaux bonus).
Une première version bêta est dévoilée en juin 2010 à l'E3 tandis qu'une démo jouable en anglais permettant de jouer les États-Unis sort le 10 août 2010.

## Bande-son
La bande-son du jeu a été écrite par Andreas Waldetoft, ayant déjà écrit des bandes-son pour d'autres jeux de Paradox Interactive tels qu'Europa Universalis 3 et Rome, les jeux de la série Hearts of Iron ou encore Majesty 2: The Fantasy Kingdom Sim. Elle se compose, en tout, de 18 pistes retransmettant l'esprit et l'ambiance de l'époque victorienne.
De l'avis de son auteur, elle fut l'un de ses travaux les plus difficiles mais également l'un des plus gratifiants.
Elle a été vendue sur Amazon et iTunes en 2010,.
| No  | Titre                         | Durée |
| --- | ----------------------------- | ----- |
| 1.  | For God And Queen             | 3:32  |
| 2.  | The Coronation                | 3:34  |
| 3.  | Buckingham Palace             | 4:18  |
| 4.  | Europe Anno 1850              | 6:45  |
| 5.  | Johans Waltz                  | 4:46  |
| 6.  | A Day At The Court            | 1:47  |
| 7.  | New World Anthem              | 3:08  |
| 8.  | Independance March            | 1:23  |
| 9.  | Handel This                   | 1:30  |
| 10. | Inventions                    | 2:58  |
| 11. | Poverty                       | 3:44  |
| 12. | Queens Scherzo                | 1:38  |
| 13. | Royal March                   | 3:14  |
| 14. | Death Of Prince Albert        | 4:52  |
| 15. | Countryside                   | 2:09  |
| 16. | Russia 1917                   | 4:47  |
| 17. | Winter                        | 7:27  |
| 18. | Lament For The Queen - Finale | 7:28  |

## Contenus téléchargeables

### A House Divided
Le 8 juin 2011, en plein E3 2011, l'équipe de développement de Paradox Interactive annonce l'extension A House Divided via le forum officiel du jeu.
Elle en améliore les aspects politiques et économiques tout en offrant une représentation plus poussée de la guerre de Sécession.
Elle sort le 2 février 2012 pour Windows et le 30 mars 2012 pour OS X, en vente numérique uniquement. Elle ajoute :
- une nouvelle date de départ (1861) plaçant le joueur à l'époque de la guerre de Sécession
- un système de fabrication de prétextes diplomatiques à la guerre (la possibilité de déclarer la guerre sans raison a été supprimée en contrepartie)
- de nouvelles réformes afin de moderniser les pays non occidentaux
- la possibilité d'investir directement dans l'économie de pays étrangers n'étant pas considérées comme des grandes puissances
- un approfondissement du système politique intérieur
- un nouveau système de représentation des mouvements populaires et de leur suppression par l'État
- des ajustements de l'interface
- la division de la Chine en différents États satellites afin de complexifier les relations en Asie de l'Est

Cette extension a obtenu une moyenne de 76 pour cent sur le site Metacritic, sur la base de 4 critiques.

### Heart of Darkness
Le 31 janvier 2013, Paradox Interactive annonce une seconde extension centrée sur le partage de l'Afrique nommée Heart of Darkness. Elle sort le 16 avril 2013. Elle inclut :
- un nouveau système de colonisation avec notamment l'introduction des Colonial points permettant de coloniser les provinces vides, chose qui était alors à la charge des points de « cause nationale »[56]
- une refonte de la marine avec notamment la limitation des bases navales à une seule province par région accompagnant la limitation de construction de navires « modernes » (croiseur, cuirassé, etc) à ces mêmes bases[57]
- l'introduction des crises internationale, pouvant se déclencher à n'importe quel moment de la partie, celle-ci offre la possibilité aux grandes puissances d'un continent (celui où se déroule le conflit) de décider quelle décision prendre en rapport avec des revendications nationalistes ou coloniales par exemple. Si aucune solution n'est trouvée au bout d'un certain temps, la crise peut dégénérer en conflit ouvert[58]
- l'introduction d'un système de journaux offrant des informations sur les relations entre certains pays ainsi que sur divers autres évènements à travers le monde[59]
- l'ajout des « plans » provenant de l'extension Their Finest Hour de Hearts of Iron 3[60]

Cette extension a obtenu une moyenne de 81 pour cent sur le site Metacritic, sur la base de 7 critiques.

### Autres
D'autres DLC n'apportant que des changements mineurs (pack de sprites pour des unités ou des musiques par exemple) sont également sortis :
- Interwar Spritepack, ajoutant des sprites pour les unités de l'entre-deux-guerres d'une douzaine de pays, sorti le 2 novembre 2010
- Interwar Artillery Sprite Pack, ajoutant des sprites pour les unités d'artillerie de l'entre-deux-guerres d'une douzaine de pays, sorti le 15 mars 2011
- Interwar Planes Sprite Pack, ajoutant des sprites pour les unités d'aviation de l'entre-deux-guerres d'une douzaine de pays, sorti le 15 mars 2011
- A House Divided - American Civil War Spritepack, ajoutant une douzaine de sprites de la guerre de Sécession pour les États-Unis et les États confédérés, sorti le 1er août 2012, nécessite l'extension A House Divided
- Interwar Engineer Unit, ajoutant des sprites pour les unités d'ingénieurs de l'entre-deux-guerres d'une douzaine de pays, sorti le 22 avril 2013
- German Unit Pack, ajoutant des sprites pour les unités allemandes pour la Première Guerre mondiale et la période la précédant, sorti le 22 avril 2013
- Songs of the Civil War, ajoutant quatre nouvelles musiques issu de la période de la guerre de Sécession au jeu de base, sorti le 22 avril 2013

## Réception
Victoria II a été reçu favorablement par la critique, le site Metacritic faisant état, en février 2013, d'une note globale de 75 % basée sur 17 critiques. Certaines critiques laissent même entendre que le jeu est proche de l'excellence. De l’avis de Johan Andersson, directeur de Paradox Development Studio et chef du projet, Victoria II est le meilleur jeu que son équipe ait jamais produit.
Les observateurs ont noté un rapprochement de Paradox Interactive vers sa communauté de fans fidèles laissant relativement de côté les néophytes ou les joueurs plus occasionnels,. L'automatisation de certaines tâches demandant une micro-gestion ennuyeuse ainsi que l'introduction d'un tutoriel pour familiariser le joueur à l'interface ont été saluées.
Les critiques ont cependant, pour la plupart, noté un important problème de soulèvements passé les années 1860, notamment à cause de demandes de réformes que le joueur n'a pas la possibilité d'offrir ou d'un nombre exagéré de révoltes jacobines, communistes ou anarchistes. Il a également été noté un problème de plantage après plusieurs heures de jeu d'affilée.